# Hypena picta
Hypena picta är en fjärilsart som beskrevs av Warren. Hypena picta ingår i släktet Hypena och familjen nattflyn. Inga underarter finns listade i Catalogue of Life.